# Ypthima leuce
Ypthima leuce är en fjärilsart som beskrevs av William Doherty 1891. Ypthima leuce ingår i släktet Ypthima och familjen praktfjärilar. Inga underarter finns listade i Catalogue of Life.